# Fun (zespół muzyczny)
Fun (zapisywany również jako fun.) – amerykański zespół grający indie pop, założony w Nowym Jorku przez Nate Ruessa, byłego członka The Format oraz Andrew Dosta z Anathallo i Jacka Antonoffa z Steel Train. Obecnie do zespołu należą również Rob Kroehler, Emily Moore, Nate Harold oraz Jon „Jonny Whunder” Goldstein.
Fun nagrało swój debiutacki album Aim and Ignite w sierpniu 2009 wraz z producentem Stevenem McDonaldem i Rogerem Josephem Manningiem, byłym keyboardzistą Jellyfish.
W lutym 2010 zespół występował przed Jack’s Mannequin. W kwietniu tego samego roku Fun był supportem podczas trasy koncertowej Paramore. W maju zespół rozpoczął samodzielną trasę po Wielkiej Brytanii.
We wrześniu 2011 Fun występował przed Janelle Monáe na The Campus Consciousness Tour.

## Kariera

### 2008: Początki
W lutym 2008 roku The Format zakończyło swoją działalność, w wyniku czego Nate Ruess postanowił rozpocząć nowy projekt razem z Andrew Dosta (Anathallo) i Jackiem Antonoffem (Steel Train). W ciągu tygodnia rozpoczęli pracę w New Jersey. Pierwszym utworem, który nagrali, było demo „Benson Hedges”.

### 2009–2010:Aim and Ignite
Fun zaproponowało Stevenowi McDolandowi, by wyprodukował ich debiutancki album. McDoland zagrał również na basie podczas nagrywania utworów jesienią 2008 roku.
Zespół rozpoczął swoją pierwszą trasę po Północnej Ameryce 8 listopada 2008 razem z Jack’s Mannequin. Debiutancki album Aim and Ingite wydany został 25 sierpnia 2009 roku. 4 sierpnia 2010 roku, Fun poinformowało o podpisaniu kontraktu z wytwórnią Fueled By Ramen. W 2010 roku singiel „Walking The Dog” został użyty do spotu reklamowego strony podróżniczej Expedia.com.

### 2011–2012:Some Nights
27 kwietnia 2011 roku na oficjalnym kanale Fun na YouTube pojawił się film, na którym zespół wykonuje nową piosenkę „Carry On”. 17 maja 2011 grupa wydała utwór „C’mon” razem z Panic! at the Disco, których potem supportowali podczas trasy Vices & Virtues Tour w 2011. 6 grudnia 2011 utwór „We Are Young” został użyty w telewizyjnym serialu Glee. Ta wersja utworu osiągnęła pozycję 1. na liście iTunes jeszcze tego samego wieczoru. 12 grudnia piosenka „One Foot” została udostępniona do przesłuchania oraz pobrania ze strony Nylon. 30 grudnia 2011 pierwszy singiel z nowej płyty – „We Are Young” – został odtworzony w telewizyjnym serialu Chuck. 27 stycznia 2012 roku „We Are Young” zostało użyte do reklamy Chevroleta Chevy Sonic „Stunt Anthem”.

## Muzycy
Obecny skład zespołu
- Nate Ruess – wokalista (od 2008)
- Jack Antonoff – gitara, trąbka (od 2008)
- Andrew Dost – wokal wspierający, pianino, gitara, gitara basowa, keyboard, syntezatory, trąbka, skrzydłówka, glockenspiel, perkusja, instrumenty perkusyjne (od 2008)

Obecni muzycy sesyjni
- Nate Harold – gitara basowa (od 2009)
- Emily Moore – gitara, wokal, keyboard (od 2009)
- Will Noon – perkusja (od 2010)

Byli muzycy sesyjni
- Jon Goldstein – perkusja (2008–2010)
- Rob Kroehler – gitara (2008–2010)
- Michael Newsted – gitara basowa (2010)
- Maggie Malyn – skrzypce (2008)
- Evan Winiker – gitara basowa (2011)

## Dyskografia

### Albumy
- Aim and Ignite (Nettwerk, 2009)
- Some Nights (Fueled by Ramen, 2012)

### Albumy na żywo
- fun. Live At Fingerprints (Nettwerk, 2010)